# Psalmopoeus ecclesiasticus
Psalmopoeus ecclesiasticus är en spindelart som beskrevs av Pocock 1903. Psalmopoeus ecclesiasticus ingår i släktet Psalmopoeus och familjen fågelspindlar.
Artens utbredningsområde är Ecuador. Inga underarter finns listade i Catalogue of Life.